# 西七日町
西七日町（にしなのかまち、にしなぬかまち）は、福島県会津若松市の町名。郵便番号は965-0045。

## 概要
会津若松市の北西部、また市街地の西寄りに位置しており、町域東部の東日本旅客鉄道只見線七日町駅や町域南部を通る国道252号を中心に商業施設などを含んだ市街地が広がる。町域の東側を通る只見線を挟んだ向かい側は七日町で、前述の七日町駅は本町と七日町の境界付近にある。

## 地理
会津盆地の南東に位置する会津地方の中心都市、会津若松市の市街地北西部に位置する。西七日町とその周辺は市街地になっており、一部では商業施設などが立ち並ぶ。西七日町は、東に金川町、七日町、日新町、南に八日町、五月町、西に橋本（橋本一丁目、橋本二丁目）、北は神指町黒川、町北町藤室に接している。

## 歴史
西七日町は、昭和後期の会津若松市による住居表示事業により誕生した町で、それ以前は七日町、祝町、町北町、神指町のそれぞれ一部であった。また、町北町は1951年（昭和26年）4月1日まで（一部は1937年4月1日まで）、神指町は1955年（昭和30年）1月1日まで、それぞれ北会津郡町北村、神指村であった。加えて、祝町は1883年（明治16年）になるまで、北会津郡（1885年までは会津郡）若宮村の一部であった。若宮村は1877年（明治10年）、若宮分に加えて千石町分、石上分のそれぞれ一部が合併して成立した村で、1883年（明治16年）に一部が祝町となったほか、祝町とならなかった部分は屋敷村、東城戸村と合併、黒川村となった。

## 町名の変遷
| 実施後   | 実施年月日                | 実施前                 |
| -------- | ------------------------- | ---------------------- |
| 西七日町 | 1967年（昭和42年）8月10日 | 祝町（一部）           |
| 西七日町 | 1967年（昭和42年）8月10日 | 七日町（一部）         |
| 西七日町 | 1967年（昭和42年）8月10日 | 町北町大字藤室（一部） |
| 西七日町 | 1967年（昭和42年）8月10日 | 神指町大字黒川（一部） |

## 世帯数と人口
2017年（平成29年）8月1日現在の世帯数と人口は以下の通りである。
| 町丁     | 世帯数  | 人口    |
| -------- | ------- | ------- |
| 西七日町 | 872世帯 | 1,937人 |

## 交通

### 鉄道
- 東日本旅客鉄道只見線 : 七日町駅

### バス
町域南部を通る国道252号で会津乗合自動車によるバスが運行されている。

#### 系統
- 坂下線

### 道路
- 国道252号
- 福島県道326号浜崎高野会津若松線

## 神社・寺院・史跡・観光地
- 天光稲荷神社
- 若宮八幡宮
- 西福寺